# Pianotrio nr. 2 (Bridge)
Frank Bridge voltooide zijn Pianotrio nr. 2 in 1929.
Het was eigenlijk zijn derde pianotrio. In 1900 schreef hij een eerste met een officiële titel Pianotrio nr. 1; in 1907 volgde Fantasie voor pianotrio met de officieuze titel Pianotrio nr. 1. De Fantasie voor pianotrio en veel van Bridges kamermuziek zijn geschreven in een wat dromerig idioom dat leunt op de salonmuziek. De stijl van het Pianotrio nr. 2 wijkt daarvan sterk af. Het is een somber en serieus werk, dat ten opzichte van de fantasie een stijlbreuk binnen zijn stijl liet horen. De critici waren dan ook niet positief toen het werk op 4 november 1929 in het Langham Hotel werd uitgevoerd door Antonio Brosa (viool), Anthony Pini (cello) en Henriet Cohen (piano), Brosa en Cohen waren toentertijd befaamde musici. Meerder critici vonden het werk veel te modern (The Musical Times).
Voor wat betreft stemming en stijl bleef Bridge (achteraf gezien) binnen de voor die tijd gangbare muziek. Hij paste als moderniteit wel zijn bitonale akkoorden toe, maar in het pianotrio is een scherzo, een trio en een sonatevorm te vinden.
Delen:
- Allegretto ben moderato
- Molto allegro
- Andante molto moderato
- Allegro ma non troppo

## Discografie
- Uitgave Naxos: Jack Liebeck (viool), Alexander Chausian (cello) en Ashley Wass (piano) in een opname io 2008